# Ochropleura carthalina
Ochropleura carthalina är en fjärilsart som beskrevs av Hugo Theodor Christoph 1893. Ochropleura carthalina ingår i släktet Ochropleura och familjen nattflyn. Inga underarter finns listade i Catalogue of Life.